# John Barrymore
John Barrymore, właśc. John Sidney Blyth (ur. 15 lutego 1882 w Filadelfii, zm. 29 maja 1942 w Los Angeles) – amerykański aktor, występujący w repertuarze szekspirowskim, który wsławił się rolą Hamleta.

## Życiorys

### Wczesne lata
Pochodził z rodziny aktorskiej. Urodził się w Filadelfii jako syn Maurice'a Barrymore i Georgiany Emmy Drew. Podobnie jak jego brat Lionel i siostra Ethel, zamierzał oderwać się od rodzinnej tradycji teatralnej i stać się artystą w stylu Gustave Doré, jednak gdy ojciec zachorował na syfilis, postanowił rozpocząć karierę aktorską, upatrując w tym większej szansy na duży zarobek. Gdy miał 13 lat, zaczął naukę w jezuickiej szkole w Waszyngtonie.

### Kariera
Grał na Broadwayu w sztukach: Glad of It (1903-1904), Pantaloon / Alice Sit-by-the-Fire (1905-1906), His Excellency the Governor (1907), The Boys of Company "B" (1907), Toddles (1908), Stubborn Cinderella (1909), Łowca fortun (The Fortune Hunter, 1909-1910), Wujek Sam (Uncle Sam, 1911) czy A Slice of Life (1912). Jego najbardziej znaną rolą na Broadwayu przez wiele lat był pijany operator sieci bezprzewodowej w farsie Dyktator (The Dictator, 1904). Wsławił się na Broadwayu rolą Ryszarda III (1920) i Hamleta (1923); nawet brytyjscy widzowie okrzyknęli, że była to jedna z najlepszych, jeśli nie najlepsza interpretacja melancholii Duńczyka.
Jako aktor filmowy zadebiutował rolą w An American Citizen (1913), a po udanym debiucie zagrał jeszcze w dziewięciu filmach wytwórni Famous Players, m.in. w The Lost Bridegroom. W kinie często kreował role, które wymagały zniekształcenia fizycznego lub groteskowego makijażu. Zagrał m.in. w filmach: Dr Jekyll i pan Hyde (1920), Don Juan (1926), The Sea Beast (1930), Svengali (1931), Ludzie w hotelu (1932), A Bill of Divorcement (1932), Romeo i Julia (1936). 
Od wczesnych lat młodości był uzależniony do alkoholu. Przez problemy z nałogiem coraz gorzej radził sobie w pracy, m.in. miał problem z zapamiętywaniem tekstów. W drugiej połowie lat 30. mieszkał w klinice dla alkoholików Kelley’s Rest Home. W drugiej połowie tejże dekady występował w spektaklu Moje drogie dzieci. W latach 40. zagrał m.in. w filmie The Great Profile.
W uznaniu zasług dla amerykańskiego przemysłu filmowego otrzymał gwiazdę w Hollywood Walk of Fame.

### Życie prywatne
Utrzymywał intymne stosunki ze swoją macochą, Mamie Floyd. Miał także romans z modelką i tancerką rewiową Evelyn Nesbit, aktorką Irene Frizzel, artystką rewiową Hazel Allen, kasjerką Lottą Faust, aktorką Bonnie Maginn oraz tancerką i modelką Virginie Blackburn. 1 września 1910 w kościele św. Ksawerego w Nowym Jorku poślubił aktorkę Katherine Harris, z którą rozwiódł się w 1917. W 1917 nawiązał romans z pisarką Blanche Thomas, którą w końcu poślubił i z którą miał córkę; małżonkowie zdecydowali się na separację, a następnie na rozwód. Na planie filmu Beau Brummel nawiązał romans z młodszą o 23 lata aktorką Mary Astor. 14 listopada 1928 poślubił aktorkę Dolores Costello, z którą miał syna Johna i z którą rozwiódł się 9 października 1935. W 1936 wziął ślub z młodszą o 34 lata studentką dziennikarstwa Elaine Jacobs, z którą rozwiódł się cztery lata po ślubie.

## Wybrana filmografia
- Doktor Jekyll i pan Hyde (1920) jako doktor Henry Jekyll / Edward Hyde
- Sherlock Holmes (1922) jako Sherlock Holmes
- Piękny Brummell (Beau Brummell – (1924) jako Gordon Bryan Brummel
- Don Juan (1926) jako don Jose de Marana/don Juan de Marana
- Burza – (1928) jako sierżant Iwan Markow
- Ostatnia cesarzowa - (1932) jako Paweł Czegodiew
- Ludzie w hotelu (Grand Hotel – 1932) jako baron Felix von Geigern
- Spotkanie w Wiedniu (Reunion in Vienna – 1933) jako arcyksiąże Rudolf von Habsburg
- Nocny lot (1933) jako A. Rivière
- Kolacja o ósmej (Dinner at Eight – 1933) jako Larry Renault
- Romeo i Julia – 1936) jako Merkucjo
- Gdy kwitną bzy – (1937) jako Nicolai Nazaroff
- Maria Antonina – (1938) jako Ludwik XV
- Niewidzialna kobieta – (1940) jako profesor Gibbs